# Михаел Кьолмайер
Михаел Кьолмайер (на немски: Michael Köhlmeier) е австрийски писател, драматург и музикант. Автор е на романи, разкази, пиеси, стихотворения и радиодрами.

## Биография и творчество
Михаел Кьолмайер учи от 1963 до 1970 г. в хуманитарната гимназия във Фелдкирх. От 1970 до 1976 г. следва политология и германистика в Марбургския университет. Завършва с държавен изпит и теза върху „австрофашизма“. От 1977 до 1980 г. започва второ следване по математика и философия в Гисен.
В началото на 70-те години Кьолмайер си създава известност като писател с радиопиеси в Австрийското радио и с кратки прозаични текстове. Получава и първото си отличие: поощрителната „Рауризка литературна награда“ (1974)
През 1972 г. Кьолмайер основава музикално дуо, което има голям успех в Австрия.
След 1980 г. създава обемисто романово творчество, наред с редица по-кратки текстове и фейлетони. Романите му се публикуват отчасти и като аудиокниги, напр. „Мадалин“ (Madalyn) (2010).
Успех имат и неговите излъчени по радиото свободни преразкази на антични митове и библейски истории, които по-късно излизат и като книги.
Творби на Кьолмайер са преведени на френски, гръцки, корейски, румънски, словенски, испански и турски.
През 1981 г. Михаел Кьолмайер се жени за писателката Моника Хелфер. Имат четири деца, като през 2003 г. дъщеря им Паула загива при злополука на 21-годишна възраст. През 2008 г. Кьолмайер пресъздава нейната смърт в разказа „Идилия с давещо се куче“ („Idylle mit ertrinkendem Hund“).
Михаел Кьолмайер и Моника Хелфер живеят в Хоенемс.

## Награди и отличия
- 1974: „Рауризка литературна награда“ (поощрителна)
- 1976: Nachwuchsstipendium für Literatur des Bundesministerium für Unterricht und Kunst
- 1983: „Рауризка литературна награда“
- 1988: „Награда Йохан Петер Хебел“
- 1993: „Награда Манес Шпербер“
- 1993: ORF-Hörspielpreis, für Theorie der völligen Hilflosigkeit
- 1996: Buchprämie des Bundesministeriums für Unterricht und Kunst
- 1996: „Награда Антон Вилдганс“
- 1997: „Награда Гримелсхаузен“ für Telemach
- 2001: Preis des Vorarlberger Buchhandels
- 2007: „Немска награда за книга“ (финалист) mit Abendland
- 2007: „Австрийска награда за художествена литература“
- 2007: Goldenes Verdienstzeichen des Landes Wien[2]
- 2008: „Награда Бодензе“, für Abendland und sein literarisches Gesamtwerk
- 2010: Kröte des Monats November, für Rosie und der Urgroßvater (mit Monika Helfer)
- 2011: „Австрийска награда за детско-юношеска книга“ für Rosie und der Urgroßvater
- 2014: „Награда Валтер Хазенклевер“
- 2014: Toni-Russ-Preis
- 2014: Longlist beim Deutschen Buchpreis, mit Zwei Herren am Strand
- 2015: „Награда на ЛитераТур Норд“
- 2015: „Дюселдорфска литературна награда“
- 2016: Österreichisches Ehrenkreuz für Wissenschaft und Kunst I. Klasse[3]
- 2016: „Австрийска награда за книга“ (номинация)
- 2017: „Награда Мари Луизе Кашниц“
- 2017: „Литературна награда на Фондация „Конрад Аденауер““